# Iota sottoscritto

Iota sottoscritti nella parola

Lo iota sottoscritto è un segno diacritico dell'alfabeto greco a forma di ictus verticale oppure di iota in miniatura ⟨ι⟩, posto al di sotto della lettera. Lo si può trovare insieme alle vocali alfa (α), eta (η) e omega (ω). Serve a segnalare la presenza di una [i] in dittongo dopo la vocale lunga (si forma così un "dittongo lungo"). Tali dittonghi (cioè ᾱι, ηι, ωι) — fonologicamente distinti dai corrispondenti dittonghi normali o "brevi" (cioè ᾰι, ει, οι) — erano una caratteristica del greco antico nell'età pre-classica e nell'età classica.
Questa [i] è andata pian piano scomparendo nella pronuncia, in un processo iniziato già durante il periodo classico e continuato durante quello ellenistico, con il risultato che, a partire dal I secolo a.C. in poi, i dittonghi lunghi non fossero più distinti nella pronuncia dalle semplici vocali lunghe (monottonghi lunghi), rispettivamente ᾱ, η, ω.
Nel corso dell'età romana e bizantina lo iota muto era talvolta scritto come una lettera normale, oppure veniva omesso. Lo iota sottoscritto fu introdotto dai filologi bizantini nel XII secolo d.C. come simbolo grafico necessario per segnalare la presenza di tali variazioni ortografiche.
L'alternativa grafica di scrivere lo iota muto non sotto, ma accanto alla vocale precedente è definita iota ascritto. Nei testi in cui si alternano lettere maiuscole e minuscole è indicato o come uno iota leggermente rimpicciolito, oppure come un normale iota minuscolo. In questo caso può essere riconosciuto come iota sottoscritto perché non presenta mai alcun segno diacritico (spiriti o accenti). Gli iota su cui ricadono i segni diacritici non sono ascritti, ma fanno parte di un dittongo normale. Nei testi scritti con le sole lettere maiuscole è ancora una volta rappresentato o come uno iota rimpicciolito, oppure come un normale iota maiuscolo. Nell'ambito digitale e, per varie ragioni di pronuncia, anche in tutti gli altri ambiti, è preferibile scriverlo come uno iota leggermente più piccolo. Per tutte le vocali greche con lo iota ascritto esistono dei caratteri Unicode (per esempio U+1FBC, che raffigura la alfa maiuscola con iota ascritto, ᾼ), che permettono di implementare facilmente l'uso di tale scrittura nell'ambito digitale.

## Terminologia
In greco lo iota sottoscritto è chiamato ὑπογεγραμμένη (hypogegramménē, il participio perfetto passivo del verbo ὑπογράφω, hypográphō, "scrivere sotto"). In modo analogo, lo iota ascritto è detto προσγεγραμμένη, traduzione greca di "ascritto", dal verbo προσγράφω, "scrivere accanto (a qualcosa), aggiungere alla scrittura".
Questi due participi sono di genere femminile, perché nel greco medievale il nome delle lettere dell'alfabeto era generalmente considerato femminile (diversamente dal greco classico e dal greco moderno, in cui è neutro). I termini greci, trascritti (secondo la pronuncia moderna) rispettivamente come ipogegrammeni e prosgegrammeni, sono stati scelti anche per denominare i vari caratteri nel sistema standard di codifica computerizzata Unicode.
Fonologicamente i dittonghi originali indicati con ⟨ᾳ, ῃ, ῳ⟩ sono tradizionalmente definiti "dittonghi lunghi". Sono esistiti nella lingua greca fino al periodo classico; più tardi sono diventati vocali semplici (monottonghi), ma in alcuni casi hanno continuato ad essere scritti come dittonghi. In epoca medievale lo iota è passato da ascritto a sottoscritto, con lo scopo di segnalare che questi dittonghi non venivano più pronunciati. In alcuni casi, questi sono definiti "dittonghi impropri".

## Uso

Grafie arcaizzanti con lo iota ascritto al posto di quello sottoscritto, che mostrano una disposizione errata dei segni diacritici: la posizione corretta dei segni diacritici (lo spirito dolce e l'accento circonflesso) sarebbe sulla seconda vocale del dittongo, cioè sugli iota. Originariamente il greco antico presentava dei dittonghi lunghi, evolutisi poi in monottonghi nel corso dell'età classica. Continuarono ad essere scritti sotto forma di dittonghi fino al periodo medievale, quando venne introdotto lo iota sottoscritto, che segnalava il cambiamento della pronuncia.

Lo iota sottoscritto si trova più frequentemente in certi suffissi flessivi del greco antico, in particolare nelle desinenze di numerose forme nominali, ad esempio nel dativo (es. τῷ ἀνθρώπῳ, τῇ πολιτείᾳ, τῇ γλώσσῃ), così come in alcune forme verbali del modo congiuntivo (es. λύσῃς, λύσῃ). Inoltre, lo si può trovare anche nelle radici di certe parole, ad esempio ᾠδή "canto" (e i suoi derivati: ᾠδεῖον "odeon"; τραγῳδία "tragedia"; κωμῳδία "commedia" ecc.), ᾍδης "Ade", Θρᾴκη "Tracia".
Lo iota sottoscritto è oggi considerato un segno obbligatorio nell'ortografia del greco antico, ma il suo utilizzo è soggetto a numerose variazioni. In alcune edizioni moderne dei testi classici è preferito l'uso della scrittura più arcaica, con uno iota di dimensioni regolari (non ascritto) ⟨ι⟩, che costituisce un dittongo. Gli spiriti e gli accenti sono dunque posti sullo iota, secondo la tradizione moderna della disposizione dei segni diacritici sulla seconda lettera dei dittonghi. Lo stesso vale per le opere relative all'epigrafia, alla paleografia o ad altri contesti in cui è considerata importante l'adesione all'ortografia arcaica.
Nell'utilizzo dello iota sottoscritto/ascritto con le lettere maiuscole, invece, esistono convenzioni differenti. Nei testi stampati nei paesi dell'Europa occidentale la pratica più comune è quella di usare lo iota sottoscritto solamente con le lettere minuscole e lo iota ascritto, invece, quando la prima lettera del dittongo è maiuscola. Quando ciò accade in testi che utilizzano sia le lettere minuscole sia le lettere maiuscole (es. le maiuscole all'inizio dei nomi propri o dopo un segno di interpunzione forte), allora lo iota ascritto prende generalmente la forma di una normale lettera minuscola (es. ᾠδεῖον → Ὠιδεῖον). Nei testi scritti con le sole lettere maiuscole, anche lo iota ascritto è maiuscolo. In Grecia una convenzione più comune è quella di rappresentare sottoscrivere lo iota sia con le lettere minuscole, sia con quelle maiuscole, senza differenziarle. Una convezione ancora diversa è quella di utilizzare iota ascritti minuscoli sia nei testi che usano sia le lettere maiuscole sia le lettere minuscole sia nei testi in lettere maiuscole (es. ΩιΔΕΙΟΝ), oppure, in quest'ultimo caso, ricorrere all'uso di un particolare glifo della forma di uno iota maiuscolo più piccolo. (ΩΙΔΕΙΟΝ).
Nel greco moderno, lo iota sottoscritto è stato mantenuto in uso per la resa ortografica dell'arcaizzante Katharevousa. Lo si può anche trovare di frequente nel greco demotico stampato nel corso del XIX secolo e agli inizi del XX secolo, ma è assente nell'odierna grafia standard, a seguito dell'introduzione dell'ortografia monotonica nel 1982. Anche quando il greco moderno viene ancora scritto secondo il tradizionale sistema politonico il numero di casi in cui lo iota sottoscritto può essere indicato è molto ridotto rispetto alle forme più arcaiche della lingua, poiché la maggior parte delle tipiche casistiche grammaticali in cui veniva utilizzato in passato ormai è caduta in disuso: l'antico dativo non è più usato nel greco moderno, eccezion fatta per alcune frasi o espressioni cristallizzate (es. ἐν τῷ μεταξύ "intanto", δόξα τῷ θεῷ "grazie a Dio!"), e le desinenze -ῃς/-ῃ nei verbi al congiuntivo sono state rimpiazzate da quelle analoghe dell'indicativo, ossia -εις/-ει (es. θα γράφῃς → θα γράφεις).

## Traslitterazione
Nella traslitterazione del greco nell'alfabeto latino lo iota sottoscritto è spesso omesso. In ogni caso, il Chicago Manual of Style (XI, 131 nella 16ª edizione; X, 131 nella 15ª) suggerisce che esso venga trascritto con una ⟨i⟩ posposta alla vocale lunga (ἀνθρώπῳ, anthrōpōi).

## Unicode
Nello standard Unicode lo iota sottoscritto è rappresentato dal "carattere diacritico combinante senza spaziatura" U+0345, denominato "Combining Greek Ypogegrammeni". Esiste anche un clone di questo carattere con spaziatura (U+037A ͺ), così come ben 36 caratteri precomposti, che hanno lo scopo di rappresentare ciascuna delle combinazioni più comuni dello iota sottoscritto con le lettere minuscole α, η e ω, dotate o meno di spiriti e accenti. Inoltre, per quanto riguarda gli usi delle lettere maiuscole, Unicode è dotato del corrispondente insieme di 27 caratteri precomposti, detti prosgegrammeni (ᾳ → ᾼ). Anche se il loro nome implica l'utilizzo di un glifo ascritto, questi caratteri sono da considerarsi equivalenti alla combinazione della lettera maiuscola e del carattere sottoscritto combinante U+0345, esattamente come il loro equivalente in lettere minuscole. Possono essere rappresentati o con un segno diacritico sottoscritto, oppure con un normale iota ascritto, a seconda del font in uso. Per l'uso in testi scritti interamente con lettere maiuscole, Unicode ha stabilito una corrispondenza tra le lettere minuscole con iota sottoscritto e l'equivalente combinazione di lettera maiuscola e iota maiuscolo (ᾳ → ΑΙ). Questa regola non permette solamente di sostituire la rappresentazione di un monottongo con quella di un dittongo, ma neutralizza anche la reversibilità di qualsiasi processo di capitalizzazione in ambito digitale, poiché la combinazione di una lettera maiuscola e di uno iota anch'esso maiuscolo potrebbe essere normalmente convertita in quella di una lettera minuscola e di uno iota minuscolo. È dunque fortemente consigliato, per l'integrità del testo, così come anche per la sua compatibilità con gli ambienti digitali, che il dittongo minuscolo venga capitalizzato in qualsiasi contesto in una lettera maiuscola con iota ascritto.
Nello standard di codifica Beta Code, basato sull'ASCII, lo iota sottoscritto è rappresentato da una barra verticale (|) posta dopo la lettera.